# 5D光数据存储
5D光数据存储，也称超人记忆晶片（superman memory crystal）是一种纳米结构玻璃，使用飞秒级激光写入过程，可用来永久存储数据。该记忆晶片将多达360 T的数据存储数十亿年。晶片设计概念已在2013年经过实验验证。日立和微软均已研发出5D光数据存储相关技术。